# Ернст Мах
Ернст Мах (нім. Ernst Waldfried Josef Wenzel Mach; 18 лютого 1838, Брно — 19 лютого 1916, Фатерштеттен) — австрійський фізик і філософ.

## Біографія
Ернст Вальдфрід Йозеф Вензель Мах народився у селі Грліце-у-Брна, що належало на той час до Австрійської імперії, у тодішньому замку архієпископа (його дід з боку матері там працював як управитель архієпископським майном) у сім'ї професора гімназії. Через два роки після народження Ернста його сім'я перебралась у Нижню Австрію. До 14 років освіту здобував дома, після чого закінчив гімназію Кромержижа. У 1855 році поступив у Віденський університет, який закінчив у 1860 році з докторським ступенем з фізики. Через рік пройшов габілітацію.
Став членом Геттінгенської академії наук.
Приват-доцент у Віденському університеті (з 1861), професор фізики в Граці (з 1864), професор фізики (з 1867) і ректор (з 1879) Карлового університеті у Празі, професор Німецького університету у Празі (з 1882). Професор філософії Віденського університету (1895—1901).

## Здобутки у фізиці
Займався дослідженнями в галузі механіки, акустики та оптики. З використанням фотозйомки спостерігав розподіл густини повітря в околі гарматного снаряда, що летить з надзвуковою швидкістю. Отримав світлини ударних хвиль при надзвуковому обтіканні тіл газом. Встановив, що деякі характерні явища у потоках газів залежать від співвідношення швидкості потоку й швидкості звуку (від числа Маха).
У своїй науковій роботі «Механіка: Історико-критичний нарис її розвитку» (1883) зробив спробу надати законам механіки виду, щоб вони не залежали від рівномірного і прямолінійного руху та обертання системи відліку. Вперше зробив спробу побудови основних положень механіки на основі відносності руху тіл. Принцип Маха відіграв важливу роль при побудові А. Ейнштейном загальної теорії відносності.
Мах заперечував кінетичну теорію й атомістичне вчення, реальність атомів і молекул.

## Філософські погляди
Мах вважав, що в основі всіх явищ лежать факти чуттєвого світу, відчуття. Вони об'єднуються між собою найрізноманітнішим чином, а з ними пов'язуються настрої, почуття, вияви волі. Повсякчасні та сталі відчуття закарбовуються в пам'яті і виражаються засобами мови.
Перший комплекс відчуттів, або тіла, — це кольори, тони тощо, пов'язані між собою функціонально просторовими та часовими характеристиками.
Другий комплекс, або «Я», — настрої, почуття, спогади, пов'язані з особливим, живим тілом Не тіла викликають відчуття, а комплекси різних елементів, комплекси відчуттів утворюють тіла. Відчуття або «елементи» Мах вважає нейтральними, вони не належать ні до фізичної (об'єктивної), ні до психічної (суб'єктивної) сфер. Ці елементи повинні забезпечити безперервний перехід від фізичного до психічного в рамках єдиного знання. Виходячи з цього, Мах намагався переосмислити основні категорії науки. Такі поняття, як сила, маса, простір, час, причинність тощо, він вважав визначеннями комплексів відчуттів та їх функціональних зв'язків, які відповідають певним органам, сформованим відповідно до біологічних потреб. Пізнання людини підкоряється принципу «економії мислення». Мета науки — «чистий опис» фактів чуттєвого сприйняття, до яких пристосовується думка.
На честь вченого названо астероїд 3949 Мах та число Маха.

## Основна бібліографія
- Einleitung in die Helmholtz′sche Musiktheorie, 1866 («Пояснення музичної теорії Гельмгольца»)
- Optisch-akustische Versuche, 1872 («Оптико-акустичні експерименти»)
- Die Mechanik in ihrer Entwicklung, 1883 («Механіка: Історико-критичний очерк її розвитку»)
- Die Analyse der Empfindungen und das Verhältnis des Physischen zum Psychischen, 1886 («Аналіз відчуттів і відношення фізичного до психічного»)
- Die Principien der Wärmelehre, 1896, Nachdruck: Salzwasser Verlag, ISBN 978-3-86444-540-8 («Принципи термодинаміки»)
- Populär-wissenschaftliche Vorlesungen, 1896 («Науково-популярні лекції»)
- Über Erscheinungen an fliegenden Projektilen, 1898 («Про явища при польоті снарядів»)
- Erkenntnis und Irrtum [Архівовано 14 листопада 2010 у Wayback Machine.], 1905 («Пізнання й омана»)
- Die Prinzipien der physikalischen Optik, 1921 (Основи фізичної оптики")